# Hans Riedl (Politiker)
Hans Riedl (* 8. April 1892 in Aholming, Landkreis Deggendorf; † 6. November 1962 in Passau) war ein deutscher Manager und Kommunalpolitiker (CSU). Er war 1948 Oberbürgermeister der Stadt Passau.

## Leben
Riedl wurde nach einem Studium zum Kriegsdienst verpflichtet. Er war 1916 Teilnehmer der Schlacht an der Somme und geriet in  englische Kriegsgefangenschaft. Nach Freilassung studierte er Volkswirtschaft an der Universität München und war ab 1920 als Syndikus des Bayerischen Milchhändlerverbandes tätig. 1922 wurde Riedl Direktor der Häute- und Fellverwertungs GmbH in Passau.
Er war Mitbegründer der Christlich-Sozialen Union in Bayern und von 1948 bis 1960 Stadtrat in Passau. Er war vom 30. Juni 1948 bis zum 28. Juli 1948 Oberbürgermeister der Stadt Passau.
Riedl war Mitglied des Bezirkstages von Niederbayern von 1954 bis 1958.
1957 wurde er von Kardinal-Großmeister Nicola Kardinal Canali zum Ritter des Päpstlichen Ritterordens vom Heiligen Grab zu Jerusalem ernannt und am 30. April 1957 in München durch Bischof Lorenz Jaeger, Großprior der deutschen Statthalterei, investiert.